# Станка Апостолова
Станка Пръвчева Апостолова е българска писателка, авторка на произведения в жанровете криминален роман, фентъзи и детска литература.

## Биография и творчество
Родена е на 4 август 1951 г. в Ямбол. Завършва Немската езикова гимназия в Бургас, специалност „Електроника“ (магистърска степен) в Техническия университет в София, „Педагогика“ в Софийския университет. Прави и 2 следдипломни квалификации – по икономика и по информатика и информационни технологии.
Работила е като проектант и учител по електроника. 
Използва псевдонимите Мария Байчева и Мери Апос.
Живее и пише в Бургас.

## Произведения

### Юношески романи
- Облог (2015)
- Тайни (2017)

### Серия „Третото око“
1. Случай „Пеперудата“ (2002)
2. Случай „Червена пандела“ (2013)
3. Приятелка на своя убиец (2014)

### Серия „Сага за тази част от вселената“
1. Ръка на справедливостта (2014)
2. Тъмната материя (2014)

### Серия „Блаженства“
1. Смиреност (2016)
2. Духовният ПЛАЧ (2017)

### Поезия
- Усещане за вечност (2003)
- Всичко и нищо (2013)
- Нещо хубаво (2016)
- Сезони 2017 (2017)

### Сборник разкази
- Между роднини (2016)

### Детска литература
- Мъри, Люсиен и Берта (2011) – детска повест
- Приказки за планета Лелевия (2012)
- В гората (2016) – детски стихове
- Приказки за Сладурка (2016) – разказ
- Спасяване на принцеса Нели (2016) – разказ
- Слончето Хоботко (2019) – детски стихове

### Исторически романи
- Княжевна Лада (2013) (Сага за времената на кхан Тервел)
- Невидимата (2019) (Сага за времената на кхан Тервел)

### Криминални романи
- „10 минути Паганини“ – крими роман 2019 г.;
- „Хотел „Созополско сърце““ – любовен роман 2019 г.;

### На английски
- Lights ahead on the way – разкази на английски език електронно издание; разкази на английски език хартиено издание;
- Princess LADA: A historical novel [Kindle Edition]
- Fairy tales of sugar babe електронно издание на английски

## Издадена литература
- „Всичко и нищо“ – от Станка Пръвчева Апостолова.   Бургас, Редакция „СтелаПро“, 2013.

## Публикации
- Публикации от автора – Стана Апостолова.   Бургас, Редакция „Либра Скорп ООД“. Ревюта, Разкази, Поезия, Публикации